# Martin Hermann
Martin Hermann (Weimar, 28 de maio de 1949) é um matemático alemão.

## Obras
- Hermann, M. und Pietzsch, H. (Hrsg.): DDR-Literatur zwischen Anpassung und Widerspruch. Schriftenreihe des Collegium Europaeum Jenense, Band 43, 2011, ISBN 978-3-941854-53-6.
- Hermann, M.: Numerische Mathematik. 3. Auflage. Oldenbourg Verlag, München 2011, ISBN 978-3-486-70820-2.
- Gavrilyuk, I., Hermann, M., Kutniv, M.V., Makarov, V.: Exact and Truncated Difference Schemes for Boundary Value ODEs. International Series of Numerical Mathematics Vol. 159, Birkhäuser Verlag, Basel 2011, ISBN 978-3-0348-0106-5.
- Hermann, M.: Numerische Verfahren für gewöhnliche Differentialgleichungen. In: D. Fey (Hrsg.): Grid-Computing. Springer 2010, ISBN 978-3-540-79746-3, S. 149–206.
- Hermann, M. (Hrsg.): Zwanzig Jahre friedliche Revolution. Warschau - Leipzig - Berlin - Jena. Schriftenreihe des Collegium Europaeum Jenense, Band 41, 2010, ISBN 978-3-941854-30-7.
- Hermann, M. (Hrsg.): Energie für Europa. Die Energieproblematik aus interdisziplinärer Sicht. Schriftenreihe des Collegium Europaeum Jenense, Band 40, 2009, ISBN 978-3-938203-99-6.
- Hermann, M.: Numerische Mathematik. 2. Auflage. Oldenbourg Wissenschaftsverlag, München/Wien 2006, ISBN 3-486-57935-5.
- Hermann, M.: Numerik gewöhnlicher Differentialgleichungen. Anfangs- und Randwertprobleme. Oldenbourg Wissenschaftsverlag, München und Wien 2004, ISBN 3-486-27606-9.
- Hermann, M. und Wallisch, W.: Schießverfahren zur Lösung von Rand- und Eigenwertaufgaben. Teubner-Texte zur Mathematik, Band 75, Teubner Verlag, Leipzig 1985.
- Hermann, M. und Wallisch, W.: Numerische Behandlung von Fortsetzungs- und Bifurkationsproblemen bei Randwertaufgaben. Teubner-Texte zur Mathematik, Band 102, Teubner Verlag, Leipzig 1987.